# Anna Rogowska
Anna Rogowska (Gdynia, 1981. május 21. –) lengyel rúdugrónő.
A 2004-es athéni olimpián négy méter hetven centiméterrel a harmadik helyen végzett. 2005. augusztus 26-án, négy méter nyolcvanhárom centivel megugrotta egyéni legjobbját, mely egyben lengyel rekord . A 2009-es berlini atlétikai világbajnokságon egyedül ő teljesítette a 4,75-ös magasságot, és honfitársa, Monika Pyrek, valamint az amerikai Chelsea Johnson előtt lett világbajnok.